# Condado de Nakuru
El condado de Nakuru es un condado de Kenia.
Se sitúa en el valle del Rift, al suroeste del país, y su capital es Nakuru. Otra localidad importante es Naivasha. La población total del condado es de 1 603 325 habitantes según el censo de 2009. Es el cuarto condado más poblado del país, tras Nairobi, Kakamega y Kiambu.
En el interior de los límites del condado se encuentran los lagos Nakuru y Naivasha y los parques nacionales de Nakuru, Naivasha, Hell's Gate y Longonot.

## Localización
Con un área de 7495,1 km², tiene los siguientes límites:
| Noroeste: Condado de Kericho | Norte: Condado de Baringo | Noreste: Condado de Laikipia |
| Oeste: Condado de Bomet      |                           | Este: Condado de Nyandarua   |
| Suroeste: Condado de Narok   | Sur: Condado de Kajiado   | Sureste: Condado de Kiambu   |

## Demografía
En el censo de 2009, las principales localidades del condado son:
1. Nakuru, municipio, 307 990 habitantes
2. Naivasha, municipio, 181 966 habitantes
3. Molo, villa, 107 806 habitantes
4. Gilgil, otro tipo de localidad, 35 293 habitantes

## Transportes
La principal carretera es la A104, que une Tanzania con Uganda pasando por la capital nacional Nairobi. En el condado de Nakuru, esta carretera pasa por Naivasha, Nakuru y Molo. A la altura de Nakuru, salen de la A104 hacia el norte la B4, que lleva al condado de West Pokot atravesando el condado de Baringo, y la B5, que lleva a Nyeri pasando por Nyahururu.